# Tétraphénylsilane
Le tétraphénylsilane est un composé organosilicié de formule chimique (C6H5)4Si. Il se présente comme un solide blanc insoluble dans l'eau qui fond aux alentours de 236 à 237 °C. C'est un composé stable, qui peut être distillé jusqu'à 550 °C sans se décomposer.
Il a été obtenu pour la première fois en 1886 par réduction simultanée de tétrachlorure de silicium SiCl4 et de chlorobenzène C6H5Cl en présence de sodium métallique dans l'éther diéthylique :
4 C6H5Cl + SiCl4 + 8 Na ⟶ (C6H5)4Si + 8 NaCl.
Il peut également être obtenu en faisant réagir du phényllithium C6H5Li avec du tétrachlorure de silicium :
4 C6H5Li + SiCl4 ⟶ (C6H5)4Si + 4 LiCl.
Il se forme également lors de la décomposition de l'octaphénylcyclotétrasilane.